# Tanunda
Tanunda ist eine Stadt im Barossa Valley, South Australia, 69 Kilometer nordöstlich von Adelaide.
Die Stadt liegt am Barossa Valley Highway. Der Name der Stadt kommt aus der Sprache der Aborigines und bedeutet so viel wie „Wasserloch“.  2016 zählte der Ort etwa 4300 Einwohner. Tanunda gehört zum Barossa Council.

## Geschichte
Vor der Besiedlung durch europäische Einwanderer lebte eine kleine Anzahl an Aborigines in der Gegend.
Die ersten europäischen Entdecker kamen 1838 unter der Führung von Colonel William Light durch das Barossa Valley. Die erste Siedlung, aus der das heutige Tanunda hervorging, war der Ort Bethanien. Dort siedelten 1842 preußische Einwanderer, die kurz zuvor mit dem Pastor Gotthard Fritzsche auf der Skjold angekommen waren. Die nächste Besiedlung folgte 1843 als weitere preußische Einwanderer von Klemzig (das heutige Klępsk), wo sie 1838 mit dem Pastor August Kavel lebten, ins neu gegründete Langmeil zogen. Das Dorf Tanunda wurde einige Zeit später gegründet. Lange Zeit nahmen die Menschen an, dass Tanunda ein deutsches Wort sei. Erst im Jahre 1859 stellte die Lokalzeitung „The Register“ den Bezug zu den Aborigines her.
Langmeil und Bethanien wurden, während des Ersten Weltkriegs bei dem Versuch die deutschen Ortsnamen aus Australien zu verbannen, in Bilyara und Bethany umbenannt. Langmeil änderte seinen Namen 1975 zurück. Die Orte wuchsen im Laufe der Jahre zusammen, so dass heute die gesamte Stadt Tanunda genannt wird.
In den frühen 1930er Jahren entstanden in Australien Parteigliederungen der NSDAP/AO (Auslandsorganisationen der NSDAP) in Brisbane, Melbourne, Sydney und Tanunda. Maßgeblicher Initiator war Johannes Heinrich Becker (1898–1961), der sich nach seiner Auswanderung im Jahr 1927 in Tanunda niedergelassen hatte. Er war Landeskreisleiter der NSDAP/AO für Australien und den pazifischen Raum von 1932 bis 1936 und Vorsitzender der NSDAP/AO-Parteiorganisation in Tanunda. Becker wurde während des Zweiten Weltkriegs interniert und im Dezember 1947 nach Bremen ausgewiesen.
Das Erbe der deutschen Einwanderer ist auch heute noch vorhanden. So gibt es in Tanunda einen seit 1868 bestehenden Männerchor, die Tanunda Liedertafel, und einen Kegelclub. Daneben finden sich in der Stadt deutsche Metzger, Bäcker und Restaurants. Der Ort selbst ist im Jahre 2009 von Weinbergen umgeben.

## Persönlichkeiten
- Louise Flierl (1861–1934), evangelisch-lutherischer Missionarin